# Dürener Geschichtsverein
Der Dürener Geschichtsverein e. V. ist der Geschichtsverein für die Kreisstadt Düren in Nordrhein-Westfalen.
Der Verein wurde im Jahre 1897 als Zweigstelle des Aachener Geschichtsvereins gegründet, der schon seit 1879 bestand. 1938 wurde die Dürener Abteilung ein selbstständiger Geschichtsverein.
Nach der Satzung macht es sich Verein zur Aufgabe, die Vergangenheit der Heimat zu verfolgen, die Stadtgeschichte in einem größeren Zusammenhang zu sehen, historische Denkmäler zu betreuen usw. Er gibt für diese Bereiche  wissenschaftliche Veröffentlichungen heraus, organisiert Vorträge und führt Studienfahrten durch.
Seit 1955 werden die Dürener Geschichtsblätter herausgegeben. In ihnen schreiben verschiedene Autoren über ihre wissenschaftlichen Forschungen über Düren. Die Mitglieder erhalten sie kostenlos. Bis 2012 sind insgesamt 87 Bände erschienen. 
Weiterhin wurden bisher 29 Beiträge zur Geschichte des Dürener Landes in Buchform veröffentlicht.

## Beiträge zur Geschichte des Dürener Landes (Auswahl)
- Die Reise des Philipp von Merode nach Italien und Malta 1586-1588: Das Tagebuch, Hans J. Domsta, 2007, ISBN 3830919271
- Düren 1940–1947 – Krieg, Zerstörung, Neubeginn, Verlag Watty, 1995
- Düren. Gesicht einer Stadt der 1950er Jahre, Heike Kussinger-Stancovic, 2006, ISSN=0343-2971
- Der Orden der Cellitinnen zur hl. Gertrud in Düren 1521–2009, Hans J. Domsta, 2006